# 許立燊
許立燊（英語：Hui Lap-san，1985年9月10日—），馬鞍山守護線成員，前任香港沙田區議會錦濤選區議員。

## 從政生涯

### 踏入社區時期
許立燊於2016年起擔任沙田區議員麥潤培兼職助理，其後轉為義務助理兼社區主任，一直協助麥於馬鞍山的地區工作。許立燊在擔任社區工作主任期間，曾跟進領展於颱風期間未有提供足夠車位予月租車位車主的事件。領展其後就事件向受影響客戶致歉，並表示會作出補償。

### 加入沙田區政
2016年，許立燊仍然擔任麥潤培的義務議員助理，並於2016-2019年間，無間斷在馬鞍山耀安選區服務。在2018年，他加入區內獨立民主派議員新成立的組織沙田區政，並有傳與麥潤培不和。

### 退出沙田區政
2019年區議會選舉前，因民主黨有意派員於耀安選區參選，許立燊決定放棄於該區參選，並於訪問中表示會繼續服務馬鞍山居民。其於同年退出沙田區政。

### 成立馬鞍山守護線
2019年區議會選舉，許立燊於選舉提名期前夕組織「馬鞍山守護線」，該團體的成員包括蘇艷梨與另一名有意參選的人士鍾禮謙。其聯同另一成員蘇艷梨開始在錦濤及毗鄰的頌安選區展開社區服務。

### 參選2019年區議會選舉
許立燊於2020年10月14日正式提交提名參選，報稱通訊科技主任，後來獲編為該區1號候選人。許最終獲得3,929票，以62票之差壓倒親中派候選人吳啟泰當選。而另一民主派候選人、原任區議員陳國強的兒子－香港浸會大學學生會前會長陳天俊亦獲得2,023票，至於吳志雄則獲得100票。
| 政党   | 政党         | 候选人    | 票数  | %     | ±      |
| ------ | ------------ | --------- | ----- | ----- | ------ |
|        | 馬鞍山守護線 | ①. 許立燊 | 3,929 | 39.61 | 不適用 |
|        | 無黨派       | ②. 吳志雄 | 100   | 1.01  | 不適用 |
|        | 民建聯       | ③. 吳啟泰 | 3,867 | 38.99 | 不適用 |
|        | 獨立民主派   | ④. 陳天俊 | 2,023 | 20.38 | 不適用 |
| 多数票 | 多数票       | 多数票    | 62    | 0.63  | -2.08  |

## 參選引發的爭議
2019年區議會選舉，許立燊於接受獨立媒體訪問時，表示因決定讓路予同樣有意派員參選該選區的民主黨代表而放棄參選耀安選區。在選舉提名期前夕，其突以組織「馬鞍山守護線」名義，聯同另一成員蘇艷梨開始在此選區及毗鄰的頌安選區展開社區服務。隨即遭擬競逐連任的時任當區議員陳國強批評，指此舉是受與許關係密切的利安選區時任議員、獨立民主派麥潤培所指使，指麥暗中已轉投建制派陣營，目的是派員向其以及頌安選區時任議員葉榮「鎅票」，協助建制派使其能在是次選舉中得利。陳國強因面臨法律檢控問題，決定退選，而其兒子陳天俊則參選該選區。就陳許二人的同區參選，有居民於2019年11月2日舉行民調，許於該次民調中勝出。而陳天俊質疑民調的認受性及進行方式，故二人最終無法就協調同一選區參選一事達成共識。最終蘇艷梨並沒有如陳國強所說的參與區議會選舉，而許立燊則出選錦濤，並成功當選。

## 被澳門拒絕入境
2017年5月8日至5月9日，許立燊成功入境澳門後，被澳門當局以保安為由驅逐出境，準備出境回港時，許立燊被拘留約1小時多，及後被驅逐出境。

## 當選後的工作
2019年12月6日，許立燊與390名民主派立法會及區議員聯署，要求香港特區政府將公務員加薪議員與香港警務人員加薪分開審議。
成功爭取《壽司郎》進駐馬鞍山
2021年7月26日，許立燊去信香港壽司郎市場部，希望能夠於馬鞍山增設壽司郎分店，滿足區內居民，並擺脫美食沙漠之稱號。但此行為被不少網民評為「官商勾結」！
2021年7月30日，香港壽司郎市場部負責人章晨惠小姐回信，表示感謝許立燊議員及馬鞍山居民支持，並會重點於沙田/馬鞍山找尋鋪位。
2022年5月23日，壽司郎總經理荒谷和男先生以電郵通知許立燊議員，承蒙受到馬鞍山區開設新店邀請，壽司郎決定進駐馬鞍山，並預計於2022年秋季開業，地點位於馬鞍山新港城中心四期，其後許立燊於社交媒體發放消息，有網民留言表示馬鞍山終於脫離美食沙漠，亦有人戲言許立燊應改稱為《壽司郎議員》。